# Акинатор
Акинатор је видео игра коју је развила француска компанија Elokence. Током играња, покушава да одреди о ком измишљеном или стварном лику, објекту или животињи играч размишља постављањем низа питања (слично игри Двадесет питања). Користи програм вештачке интелигенције који учи најбоља питања која треба поставити кроз своје искуство са играчима.

## Играње
Пре него што започну упитник, играчи морају да се сете неког лика, предмета или животиње. Акинатор покреће низ питања, са „Да“, „Не“, „Вероватно“, „Вероватно не“ и „Не знам“ као могућим одговорима, да би сузио потенцијалну ставку. Ако се одговор сузи на једну вероватну опцију пре него што се постави 25 питања, програм ће аутоматски питати да ли је ставка коју је изабрао тачна. Ако се погрешно погоди неколико пута заредом, игра ће затражити од корисника да унесе име ставке како би проширила своју базу података избора.
Игра је заснована на програму Limule који је направио Elokence и ради на интерно дизајнираном алгоритму.

## Пријем
L'Express је оценио Акинатор са 5 од 5 на својој листи Ајфон апликација недеље за 9. септембар 2009. Excite France је навео да је Акинатор управо толико интерактиван. „То је револуционарно, атрактивно и забавно.
У Европи је игра достигла врхунац популарности 2009.